# Абазовское газоконденсатное месторождение
Абазовское газоконденсатное месторождение принадлежит к Глинско-Солоховскому нефтегазоносному региону Украины.
Находится в 20 км от города Полтава, на территории Полтавского района, в приосевой зоне Днепровско-Донецкой впадины в границах Семенцевско-Мачуцкой группы поднятий.
Структура обнаружена в 1959 году. Продуктивными являются запасы горизонтов верхнесерпуховского подъяруса, располагающиеся в виде структурного носа, занимающего 20 % площади. Остаток — моноклиналь, окружённый тектоническими плитами с амплитудой отклонений 70-200 м. Размеры блока 5,3×2,8 м. Первый промысел газа получен в 1977 году с горизонтов 4370-4390 м.
Залежи пластовые, тектонически экранированные, литологически ограничены.
Эксплуатируется с 1979 года. Запасы категорий А+В+С1: газа — 32985 млн м³, конденсата — 2250 тыс. т.